# Alfredo Bodoira
Alfredo Bodoira (ur. 30 sierpnia 1911 w Mathi; zm. 3 sierpnia 1989 w Turynie) – włoski piłkarz, grający na pozycji bramkarza, trener piłkarski.

## Kariera piłkarska
Wychowanek Juventusu, w barwach którego w 1930 rozpoczął karierę piłkarską i zdobył mistrzostwo Włoch. W 1933 przeszedł do Anconitany. W 1935 wrócił do Juventusu. Następnie do 1949 roku grał w klubach Torino, Alessandria i Cesena.

## Kariera trenerska
Po zakończeniu kariery piłkarza w 1950 rozpoczął pracę trenerską. Prowadził kluby Ravenna, Fossanese i Aosta.

## Sukcesy i odznaczenia

### Sukcesy klubowe
Juventus
- mistrz Włoch: 1930/31
- zdobywca Pucharu Włoch: 1937/38

Torino
- mistrz Włoch: 1942/43, 1945/46
- zdobywca Pucharu Włoch: 1942/43